# Gypsophila hakkiarica
Gypsophila hakkiarica är en nejlikväxtart som beskrevs av Kit Tan. Gypsophila hakkiarica ingår i släktet slöjor, och familjen nejlikväxter. Inga underarter finns listade i Catalogue of Life.